# 米斯雷
米斯雷（法語：Miserey，法語發音：[mizʁɛ]）是法国厄尔省的一个市镇，属于埃夫勒区。

## 地理
米斯雷（49°1'16"N, 1°16'13"E）面积8.11 平方千米，位于法国诺曼底大区厄尔省，该省份为法国北部内陆省份，北起滨海塞纳省，西接奧恩省和卡爾瓦多斯省，南至厄尔-卢瓦省，东临瓦兹省、瓦兹河谷省和伊夫林省。
与米斯雷接壤的市镇（或旧市镇、城区）包括：邦库尔、谢雷、戈谢勒、阿当库尔科什雷勒、于埃、厄尔河畔茹伊。

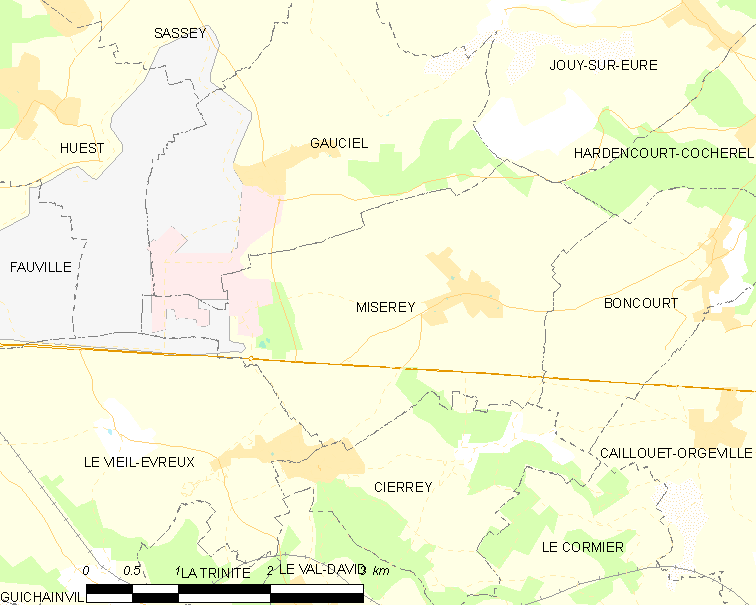
米斯雷的OSM定位图

米斯雷的时区为UTC+01:00、UTC+02:00（夏令时）。

## 行政
米斯雷的邮政编码为27930，INSEE市镇编码为27410。

## 政治
米斯雷所属的省级选区为埃夫勒第三县。

## 人口

1962-2008年间米斯雷人口变化图示

米斯雷于2022年1月1日时的人口数量为599人。